# Mesostenus schmiedeknechti
Mesostenus schmiedeknechti là một loài tò vò trong họ Ichneumonidae.